# اندرسون كويتو
اندرسون كويتو (بالإسبانية: Anderson Cueto)‏ (29 مايو 1989 بليما في بيرو - ) هو مدرب كرة قدم ولاعب كرة قدم بيروفي في مركز الوسط. لعب مع أليانزا ليما وخوان أوريتش ولخ بوزنان ونادي سبورتينغ كريستال وCusco FC ‏.

## وصلات خارجية
- اندرسون كويتو على موقع قاعدة بيانات كرة القدم.إي يو (الإنجليزية)
- اندرسون كويتو على موقع بيانات كرة القدم. دي إي (الألمانية)
- اندرسون كويتو على موقع Soccerway.com (الإنجليزية)
- اندرسون كويتو على موقع عالم كرة القدم.نت (الإنجليزية)